# 杜特拉總統鎮 (馬拉尼昂州)

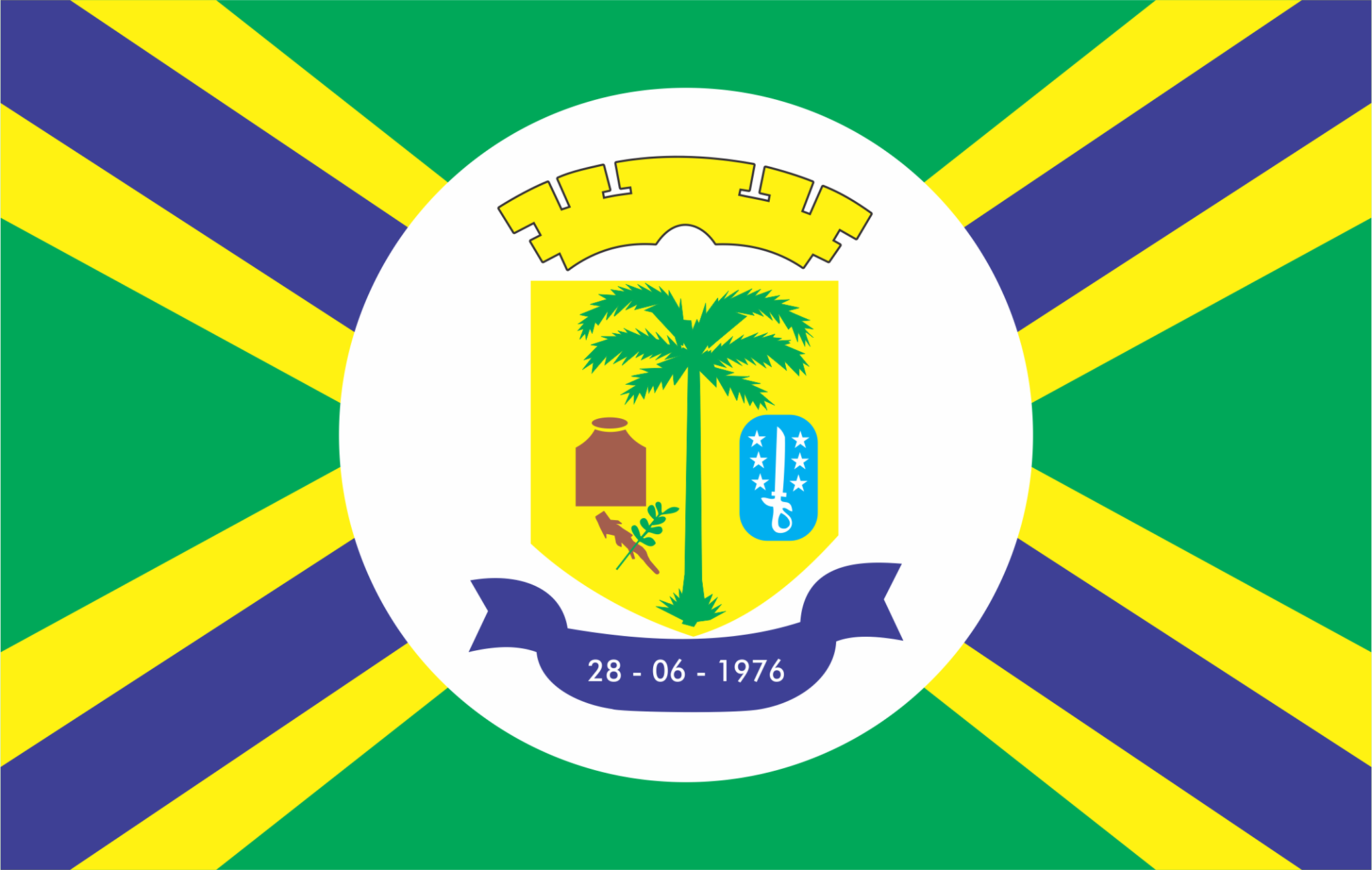

杜特拉總統鎮（葡萄牙語：Presidente Dutra），是巴西的城鎮，位於該國東北部，由馬拉尼昂州負責管轄，始建於1943年6月28日，面積794平方公里，海拔高度112米，2010年人口44,719，人口密度每平方公里56.33人。
5°17′S 44°29′W / 5.29°S 44.49°W